# Охота и охотничье хозяйство
«Охота и охотничье хозяйство» — ежемесячный журнал о природе и охоте для широкого круга специалистов и любителей. Распространяется по подписке.

## История
Журнал создан в 1955 году. Учреждался как научно-производственное издание Министерства сельского хозяйства СССР, впоследствии получил статус массового научно-производственного и спортивно-методического журнала в совместном ведении Минсельхоза и Росохотрыболовсоюза. Редакцию нового издания возглавил А. В. Малиновский, в 1961 году его сменил П. И. Мануйлов. На протяжении сорока восьми лет с 1964 по 2012 главным редактором журнала был Олег Кириллович Гусев, учёный-биолог, исследователь Байкала и известный охотник. Под руководством Гусева в редакционной коллегии сложилась концепция журнала, которая сохраняется на протяжении всей его истории. После кончины О. К. Гусева редакцию в 2012—2019 возглавлял потомственный охотник и специалист по охотничьему оружию Алексей Михайлович Блюм. С 2020 года главным редактором является потомственный биолог-охотовед Павел Михайлович Павлов.
Популярность и тиражи журнала неуклонно росли и в июне 1990 года, в период пика спроса на периодику, достигнута рекордная цифра в 971 450 экземпляров. В начале третьего десятилетия XXI века тираж остаётся на уровне тиражей, характерных для изданий такого рода и оставляет порядка 7 тысяч экземпляров. С марта 2021 года помимо бумажной версии журнала для читателей доступна и электронная версия в формате PDF. В настоящее время журнал «Охота и охотничье хозяйство», наряду с «Русским охотничьим журналом» и журналом «Охота и рыбалка XXI век» остаётся одним из немногих охотничьих периодических изданий на русском языке, работающих для широкой аудитории. При этом журнал «Охота и охотничье хозяйство» — практически единственное охотничье периодическое издание на русском языке в своей деятельности ориентированное на демократические массы отечественных охотников.

## Концепция
Издание рассчитано на все категории охотников — любителей и промысловиков, биологов, егерей, работников охотничьих хозяйств и деятелей охотничьих обществ.
Журнал осуществляет политику популяризации «правильного» охотничьего хозяйства. В противовес чрезмерному расходованию охотничьих ресурсов, истребительным и опасным способам охоты журнал публикует материалы по охотоведению, активной охране и повышению продуктивности охотничьих угодий. Рубрики журнала публикуют материалы об охоте и животном мире, оружии и снаряжении, охотничьем собаководстве. Публикуются правовые консультации для охотников, обзоры и письма читателей. Представляет интерес раздел «Охота и искусство», художественная литература об охоте.
Статьи для журнала пишут известные учёные — охотоведы, оружиеведы, кинологи, а также писатели, журналисты, государственные деятели, среди которых немало любителей природы и охоты.